# Союз вампірів
«Союз вампірів» — фентезійний роман жахів тайського письменника С. П. Сомтова, опублікований 1984 року. Роман не друкувався протягом багатьох років, оскільки понад два десятки видавництв відмовлялися його брати. Пізніше книга була опублікована Berkley / Ace та Tor Books і відтоді залишається в друку. Востаннє перевидавалася Diplodocus Press.
Роман був визнаний однією із «сорока найкращих в історії романів жахів» Асоціацією письменників жахів. С. П. Сомтов написав два романи-продовження «Союзу вампірів» — «Валентайн» та «Ванітас».

## Сюжет
Перший роман у серії книг про 12-річну рок-зірку Тіммі Валентайна, який насправді є 2000-річним вампіром. У «Союзі вампірів» використовується новаторська техніка оповіді, натхненна швидким паралельним програванням музичних відео MTV, також роман відрізняється високим рівнем образності з фільмів-«бризок».